# Peter I. (Portugal)

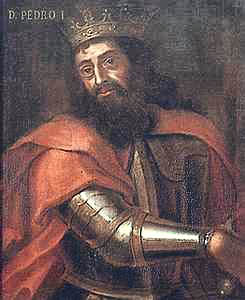
Peter I. von Portugal

Peter I. (Dom Pedro I) genannt „der Grausame“ (O Cruel) oder der „Gerechte“ (O Justiceiro) (* 8. April 1320 in Coimbra; † 18. Januar 1367 in Estremoz) war der achte König von Portugal aus dem Haus Burgund.

## Leben
Peter I. wurde als Sohn König Alfons IV. und Beatrix’ von Kastilien geboren. Seine Jugend war von einem schweren Konflikt mit seinem Vater überschattet, denn bereits als Peter noch ein Kind war, hatte dieser ihn mit einer kastilischen Prinzessin verheiraten lassen. Als Peter erwachsen wurde, weigerte er sich allerdings, die Ehe zu vollziehen. Alfons IV., der weiterhin stark an einem durch eine Ehe abgesicherten Bündnis mit Kastilien interessiert war, zwang Peter im Jahr 1340, eine andere kastilische Prinzessin, Constança Manuel, zu heiraten. In deren Gefolge kam auch die kastilische Edelfrau Inês de Castro an den Hof, in die sich Peter unsterblich verliebte.
Spätestens nach dem Tod der Constança Manuel nahm Peter eine Beziehung zu Inês auf, er soll diese sogar heimlich geheiratet haben. Er verbrachte zehn glückliche Jahre mit ihr in Coimbra. Dies missfiel dem portugiesischen Adel und König Alfons IV. außerordentlich. Es wurde befürchtet, dass die de Castros, die in Kastilien eine mächtige Familie waren, auf diese Weise Einfluss auf die portugiesische Politik nehmen könnten, ja sogar, dass Inês mit Hilfe ihrer kastilischen Verwandtschaft versuchen könnte, den Sohn der Constança Manuel zugunsten ihrer eigenen Kinder aus der Thronfolge zu verdrängen.
Eine Abwesenheit Peters nutzend, ließ Alfons IV. im Jahr 1355 Inês de Castro wegen Hochverrats verurteilen und enthaupten. Diese Tat verursachte einen Bürgerkrieg zwischen Vater und Sohn. Der Konflikt wurde im Folgejahr vorläufig gelöst und Alfons IV. ernannte seinen Sohn zum Mitregenten; der Kampf wäre vermutlich aber aufs Neue ausgebrochen, wenn Alfons IV. nicht kurze Zeit später verstorben wäre.

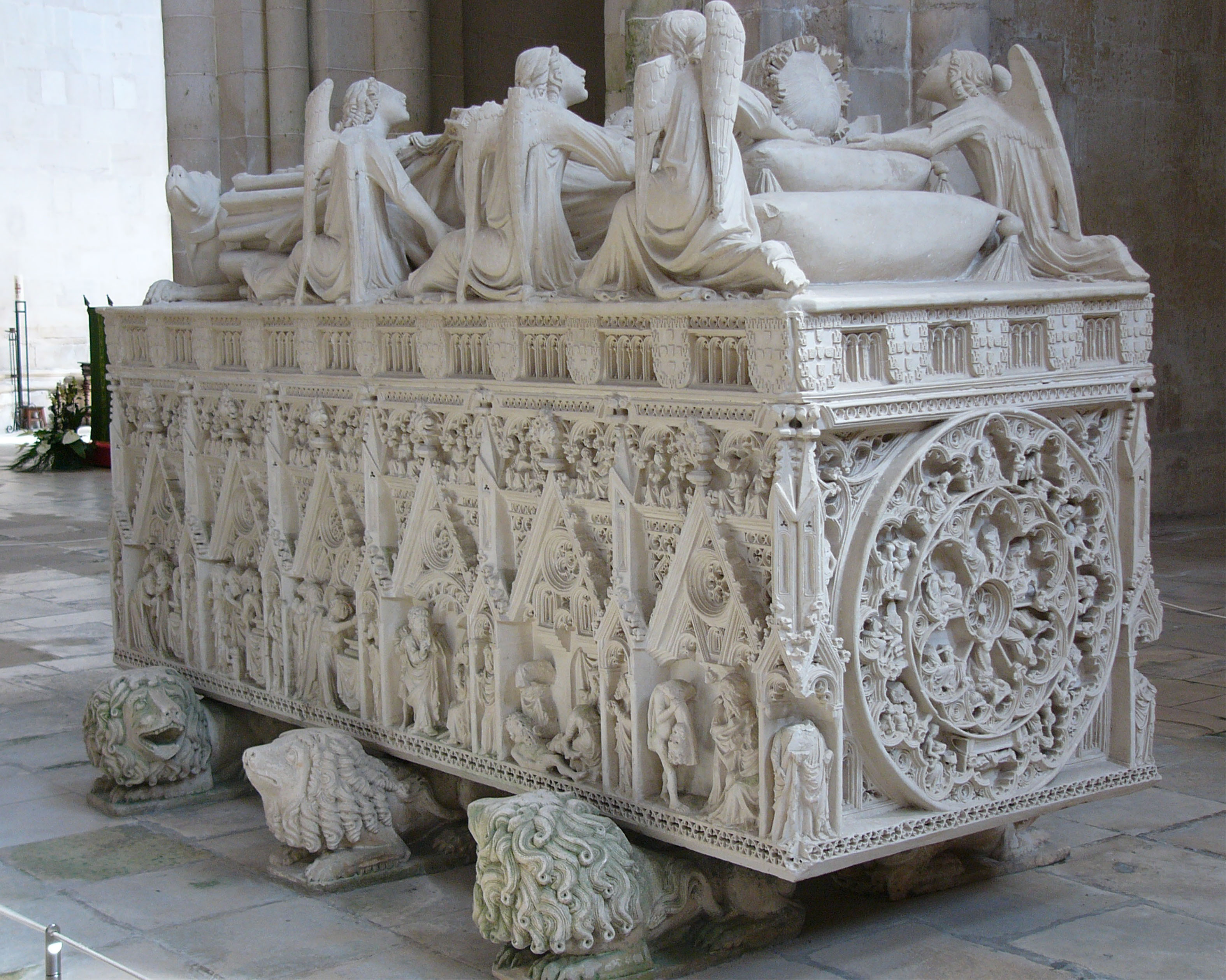
Grabmal Peters I. im Kloster Alcobaça

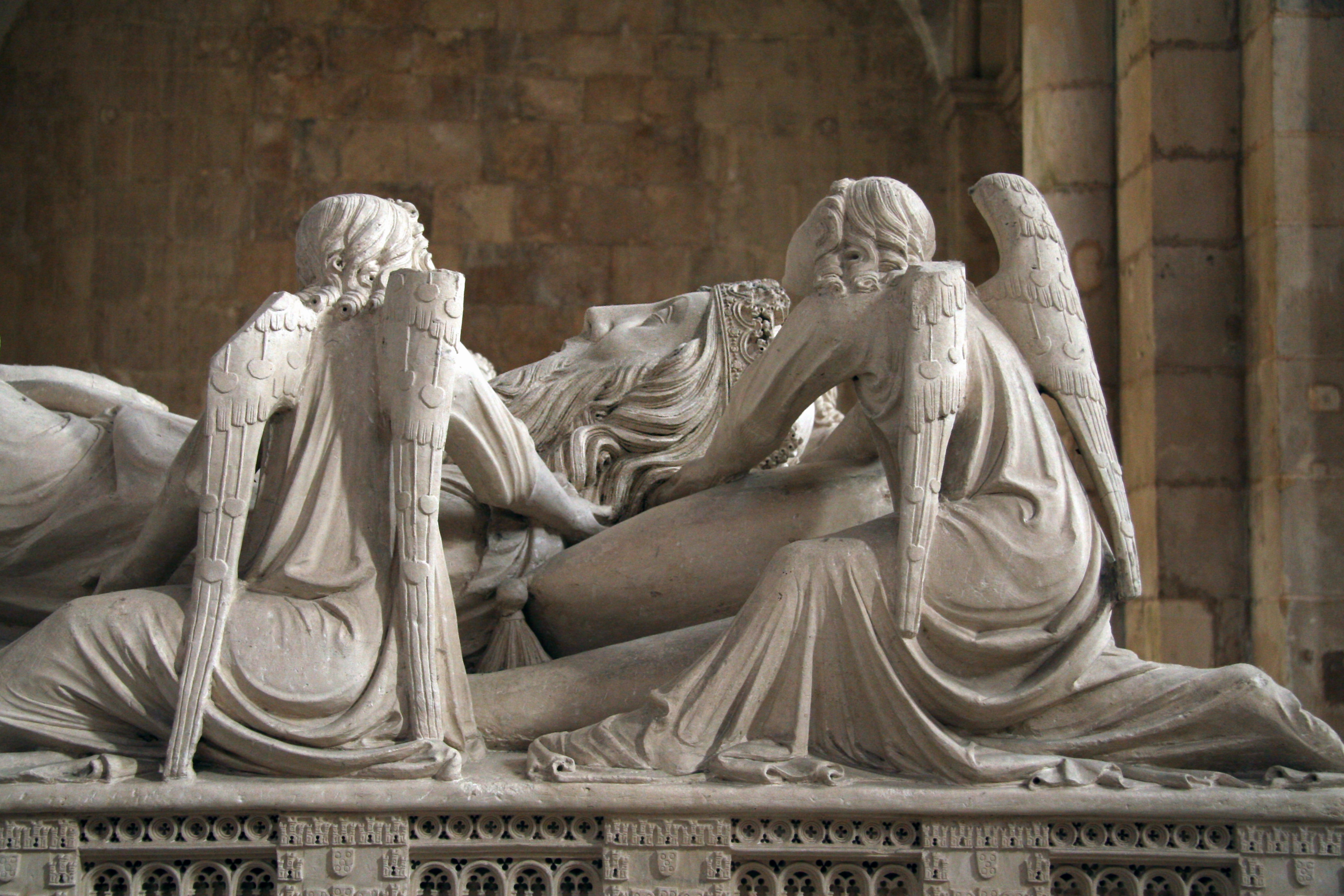
Detail des Grabmals Peters I. im Mosteiro de Alcobaça

Peter I. bestieg im Jahr 1357 den portugiesischen Thron. Zu Beginn seiner Regierungszeit verbündete er sich mit Kastilien und erreichte so die Auslieferung der Mörder seiner Geliebten, die sich nach dem Tode seines Vaters dorthin geflüchtet hatten. Angeblich ließ er sie foltern und ihnen bei lebendigem Leibe die Herzen herausreißen, um diese sodann zu verspeisen, was ihm den Beinamen „der Grausame“ einbrachte. Weiterhin wird berichtet, dass er Inês de Castro exhumieren und in einer feierlichen Zeremonie zur Königin krönen ließ. Von Rachegedanken getrieben, befahl er dem anwesenden Hofstaat, der frisch gekrönten Königin die verweste Hand zu küssen.
Danach hielt er sich aus den kastilischen Händeln jedoch weitgehend heraus, was Portugal eine Zeit des Friedens brachte. Er zentralisierte das Land weiter und kümmerte sich besonders um die Rechtsprechung, wohl auch, um die Benutzung der Justiz zur Beseitigung missliebiger Personen, wie es sein Vater im Falle seiner Geliebten gezeigt hatte, unmöglich zu machen. Diese Bestrebungen brachten ihm im Volke, wo er ausgesprochen beliebt war, seinen zweiten Beinamen, „der Gerechte“ ein.
Er starb 1367 und wurde gemeinsam mit Inês de Castro – in zwei kunstvoll gestalteten, gegenüberliegenden  Sarkophagen – in der Kirche der Zisterzienser-Abtei von Alcobaça bestattet.

## Ehen und Nachkommen
Peter I. war zwei-, zählt man die Ehe mit Inês de Castro mit, dreimal verheiratet.
- In erster Ehe heiratete er 1325 (also als Fünfjähriger) Branca de Castilla (1315–1375), eine geborene Prinzessin von Kastilien (Tochter des Prinzregenten Pedro von Kastilien). Die Ehe wurde später geschieden, aus ihr entstanden keine Kinder.
- In zweiter Ehe heiratete er 1339 Constança Manuel de Castilla (1320–1349), Tochter des Prinzen Juan Manuel von Kastilien und der Constanza de Aragón. Mit ihr hatte er drei Kinder:
  - Luís (* und † 1340)
  - Maria (* 6. April 1342; † 1367), ⚭ 1354 Ferdinand von Aragon, Markgraf von Tortosa
  - Ferdinand I. (* 31. Oktober 1345; † 22. Oktober 1383).
- In dritter (heimlicher) Ehe heiratete er angeblich 1354 Inês de Castro (* 1320 † 7. Januar 1355), Tochter von Pedro Fernandes de Castro, Herr von Lemos und Aldonça Lourenço de Valadares. Mit ihr hatte er vier Kinder:
  - Afonso, starb im Kindesalter
  - Beatriz (um 1347–1381), ⚭ 1373 Sancho Alfonso von Kastilien, Herr von Alburquerque
  - João (1349–1397), Herzog von Valencia de Campos
  - Diniz (1354–1397), ⚭ 1372 Johanna von Kastilien, Herrin von Cifuentes.

Schließlich hatte er auch noch eine Beziehung mit Teresa Lourenço (* 1330). Mit ihr hatte er einen nichtehelichen Sohn:
- - Johann von Avis (* 11. April 1357; † 14. August 1433), der spätere portugiesische König João I. und Gründer des Hauses Avis.